# Vrbnica (Aleksandrovac)
Vrbnica (Servisch: Врбница) is een plaats in de Servische gemeente Aleksandrovac. De plaats telt 518 inwoners (2002).